# Lijst van dragers van de Silvesterorde in Nederland
Dit is een lijst van dragers van de Silvesterorde in Nederland.
- De heer Mr. J.M.J. Quik, ridder, uitgereikt op 24 maart 2002
- Ad Gijzels, ridder, uitgereikt op 05-05-2024.
- F.J. van Aalst, Ridder in september 1958
- Ed Arons, Eindhoven, Ridder in augustus 2012[1]
- Marc Ashmann, Heerlen, uitgereikt 23 augustus 1985[2]
- F.J.H. Bachg, Groningen, Commandeur[3]
- Ronald Bandell, Ridder
- F. Becx, Ridder[4]
- Charles Antoine de Bieberstein Rogalla Zawadsky,Tongeren, Ridder in 1874[5]
- José ten Berge-de Fraiture, Den Haag, Ridder, uitgereikt 13 juni 2018 te Rotterdam[6]
- Gijs Bertels, Ridder.
- Wim Beurskens, ridder, uitgereikt op 15 augustus 2021 wegens 36 jaar lid van het dagelijks bestuur van de Passiespelen Tegelen;[7]
- Anton Leo de Block, Amersfoort, Grootkruis in november 1973[8]
- Carl J.J.A. Blommestijn, Eindhoven, Ridder, uitgereikt oktober 1994
- Paul van den Bongard, Kerkrade, Ridder op 25 december 2011[9]
- Piet Boomaars, Bavel, Ridder op 4 augustus 2012[10]
- Tjitte B. Bootsma, Wolvega, Ridder in juni 1996
- W.J.J. van Bree, Ridder op 9 januari 1965
- H. ten Brink, Hoevelaken, Commandeur op 11 juni 2002
- C.J. Broos, Eindhoven, Ridder op 23 februari 1962[11]
- P.J.W. (Wim) Brouns, Stein, Ridder op 25 januari 2017[12]
- A.F.M. Bruins, Lochem, Ridder in januari 1973[13]
- J.J.H.A. Bruna, Commandeur in december 1964[14]
- Ben van Buel, Oss, Ridder[15]
- Buck Burmann, Grootkruis in 1982[16]
- Victor Augustinus Calon, Rhoon, Ridder in 1988
- Toon Coenen, Horst, Ridder[17]
- Francois Coppens, Roermond, Ridder, februari 1987[18]
- G.T.J. (Gerrit) Cuppens, Asten, Ridder
- W.P.J. Croon, Wassenaar, Commandeur in juni 1959[19]
- Geert van Dartel, Ridder, uitgereikt door mgr. dr. Hans van den Hende te 's-Hertogenbosch op 8 november 2019
- Laurentius Nicolaas Deckers, Heeze, Grootkruis in februari 1958[20]
- Johannes Hubertus Maria Derksen, 's Gravenhage, Ridder-Commandeur, 17 april 1959[21]
- Willem Dreesmann, Commandeur in 1919
- Piet Duffhues, Ridder, uitgereikt op 23 augustus 2019 te Tilburg[22]
- Hendrik Duijts, ridder per 21 oktober 2022, voor zijn jarenlange inzet als parochiebestuurder bij de restauratie van de Kathedrale basiliek Sint Bavo;[23]
- Jan Ensing, Oldemarkt, Ridder, juni 2013[24]
- Huib Eversdijk, Kapelle, Ridder in april 2003[25]
- J.H.M.J. Geerlings, Amstelveen, Commandeur in maart 1934[26]
- Matthieu Goedhart, Ridder, uitgereikt 18 december 2016[27]
- Maria Gooskens-Castelijns, Hoogeloon, Ridder in mei 2011
- Jac. Groen azn, Zuid-Scharwoude, Ridder in maart 1948[28]
- G.J.A. de Grijs, Groningen, Ridder, uitgereikt 14 november 1960[29]
- Frank Hage, Sittard, Ridder, uitgereikt 27 augustus 2023[30]
- X.H. Heeger, Harlingen, Ridder in juni 1958[31]
- Gerard van der Heijden, Breda, Ridder, 1919[32]
- Mevrouw Mia Hemmink, Ridder op 5 januari 2014, toegekend door mr. drs. G.J. van Rossem, plebaan van de Kathedrale Basiliek van St. Johannes Evangelist te 's-Hertogenbosch[33]
- Toon Hermans, Hilversum, Ridder, januari 1987[34]
- Theod. Hermsen, Ridder in juni 1906[35]
- Ineke Hetem, ridder per 21 oktober 2022, voor 20 jaar ondersteuning van religieuze en culturele activiteiten in de Kathedrale basiliek Sint Bavo;[23]
- A.H.J. van der Horst, Leiden, Commandeur in juli 1958[36]
- P.Th. Houba, Commandeur[37]
- C.F.M. (Cees) Huisers, Hilversum, Ridder, 2003[38]
- H.Ch.I. Hulshof Ridder, geboren 28 juni 1941, onderscheiding uitgereikt door pastoor dr. R.G.A. Kurvers op 20.10. 2019.
- Frits Jongen, Kerkrade, Ridder, uitgereikt 4 januari 1993[39]
- F. Keesen, Rotterdam, Ridder[40]
- Harrie Knoors, Roermond, Ridder, uitgereikt 23 juni 2002, uitgereikt door Mgr. Dr. Th. Willemssen Plebaan-deken en vicaris
- Anton de Kort, Ridder, uitgereikt door bisschoppelijk vicaris Wiel Wiertz te Hulst op 19 januari 2020[41]
- B.M. (Ben) Lamers, Eindhoven, Ridder op 7 oktober 2013[42]
- Harry Lammers, Amstelveen, Ridder, 8 mei 2011[43]
- Generaal-Majoor Ko de Lange, commandeur
- Herman Lerou, Ridder op 2 april 2011, toegekend door mgr. drs. A. Hurkmans, bisschop van 's-Hertogenbosch;[bron?]
- Othon Loupart, Immekeppel, Grootkruis in februari 1957[44]
- Jos Maenen, Meerssen, gepromoveerd tot Commandeur in september 1958[45]
- F.J. (Frank) Marcus, Gouda, ridder, uitgereikt op 22 oktober 2023
- Han Meijer, Schoorl, Ridder, december 2009[46]
- Harrie Muskens, Ridder, uitgereikt door mgr. Liesen te Breda op 24 november 2013[47]
- Ph. Musters, Halsteren, Ridder in augustus 1958[48]
- A. L. Niesten, Nijmegen 1902-1984, Ridder 's-Hertogenbosch november 1969
- P.F. (Nel) van de Nieuwenhof-Crooijmans, Milheeze, Ridder, uitgereikt door bisschop Muskens in Breda op 23 november 1995[49]
- D.J.M.Th. (Dominique) Nijssen, Maastricht, Ridder, uitgereikt door Mgr. Maessen, 1 april 2024[50]
- Jacobo Palm, Curaçao, Ridder, uitgereikt in juli 1957[51]
- Alejandro Felippe Paula, Curaçao, Ridder, uitgereikt in 2004[52]
- J.H. Peeters, Eindhoven, Ridder, 6 oktober 1962
- Leo Peters, Ridder op 27 november 2018, toegekend door mr. drs. G.J. van Rossem, plebaan van de Kathedrale Basiliek van St. Johannes Evangelist te 's-Hertogenbosch[53]
- J.M. Pieters, Commandeur
- Kees van der Ploeg, Zoeterwoude, Ridder[54]
- Joep Pluymaekers, Houthem-Sint Gerlach, Commandeur, uitgereikt 28 mei 2021[55]
- Johannes Wilhelmus Quint, Brunssum, Commandeur[56]
- Th. Jacques van Rensch, Gronsveld, Ridder, uitgereikt 1 juni 2022[57]
- H.H. Richter, Haarlem, Commandeur in 1921[58]
- Carolus A.M. Roelandt, Ridder, uitgereikt 16 maart 2008[59]
- Lodewijk Rogier, Rotterdam, Commandeur in december 1964[60]
- Dhr. J.I.M. Schilder, Ridder op 1 oktober 1996;[bron?]
- F.M.I. Schneiders, Ridder in 1951[61]
- Hans Schugard, Voorschoten, Commandeur in maart 2003[62]
- W.A. Smit, Ridder[63]
- Frits Spies, Leeuwarden, Ridder op 30 september 1990[64]
- Tirso Sprockel, Curaçao, Commandeur, uitgereikt door mgr. Ellis op 12 juni 1988[65]
- Drs. A.G.M. (Ton) Streppel, Rosmalen, Ridder op 23 december 2021 (29 december 2021†), toegekend door Mgr. dr. Gerard de Korte, bisschop van 's-Hertogenbosch[66]
- Koos Swinkels, Venray, Ridder, uitgereikt 15 januari 2018 te Roermond[67]
- P.J.M.Swinkels-van de Vorst, Best, Ridder, uitgereikt in Rome, september 2017 door Mgr. Hurkmans en Mgr. Freistetter (Oostenrijk) vanwege het afscheid, na 9 jaar, als Secretaris-generaal van Apostolat Militair International.
- Joop Teepe, Den Haag, Ridder in maart 2010[68]
- Dhr. B.P.C. Timmermans, Alkmaar, Ridder, uitgereikt te Alkmaar op 10 december 1977 door pastoor Schiphorst
- Th. R. Tomesen, Goor, Ridder, uitgereikt 2 februari 2017 te Doetinchem[69]
- Fons Tuinstra, Ridder, uitgereikt in 1957.
- J.M.J. (Jan) Verharen, Woensdrecht, Ridder, uitgereikt 30 januari 1992[70]
- A.J. Verkley, Sassenheim, Ridder in maart 1948[71]
- J.A. Vlek, Delft, Ridder[72]
- N.F.A. Vugts, Den Haag, Ridder in juli 1959[73]
- Steef Weijers, Hillegom, Commandeur op 29 april 1994[74]
- Antoon van Welie, Ridder in augustus 1905[75]
- Ph. Werner, Nijmegen, Commandeur in november 1963[76]
- Benoit Wesly, Maastricht, Ridder op 4 november 2015[77]
- Christ van Wezel, Kaatsheuvel, Ridder op 3 februari 2013[78]
- Th.E.M. Wijte, IJsselstein, Commandeur, uitgereikt 13 december 2003 door mgr A. van Luyn SdB.
- J.B.Th. Wilbrink, Utrecht, Ridder uitgereikt 31 augustus 1964[79]
- J.B.N. Winkeler, ridder, geboren 5.09.1909 i.v.m. verdienste parochie O.>L>Vrouw te Amsterdam uitgereikt door pastoor dr. R.G.a. Kurvers
- Fons Ziekman, Heemstede, Ridder op 29 september 2013[80]
- Mevrouw C.M.H. Zwaan-van Schijndel, Ridder op 14 december 2023[81]